# مارتن دي فيفييس
مارتن دي فيفييس هي محطة بحثية ومستوطنة تقع في جزيرة أمستردام، أراض فرنسية جنوبية وأنتارتيكية جنوب المحيط الهندي.